# Filip Barović
Filip Barović (Nikšić, 29 de julho de 1990) é um basquetebolista profissional montenegrino que atualmente joga pelo Budućnost VOLI Podgorica pela Erste Liga, EuroCopa e ABA Liga. O atleta possui 2,06m e pesa 114kg atuando na posição pivô.

## Estatísticas

### EuroCopa
| Ano      | Equipe    | PJ | PT | AP | 3P | LL | RT | AS | BR | TO |
| -------- | --------- | -- | -- | -- | -- | -- | -- | -- | -- | -- |
| 2017-18  | Budućnost | 2  | 21 | 75 | 0  | 60 | 12 | 3  | 1  | 0  |
| Carreira | totais    | 2  | 21 | 75 | 0  | 60 | 12 | 3  | 1  | 0  |